# 李鍾元
李鍾元（？—1604年），號見心，湖廣承天府京山縣人，軍籍，明朝政治人物。

## 生平
萬曆二十八年（1600年）庚子科湖廣鄉試舉人，二十九年（1601年）辛丑科二甲第二十五名進士。授興安直隸州知州，下車即力求所宜，興除以紓民困。常單騎咨訪屬縣，議賑議蠲，上於所司，皆得請。州有大盜，固結數十年，李鍾元視事三月，即捕獲渠魁，其黨千餘悉解散。良民董邦枝無大故而一家定九辟，李鍾元為解之，得末減，董邦枝率老幼焚香泣拜於庭。李鍾元曰：“賴上司神明昭雪，於我何與也。”三十一年（1603年）任陝西鄉試同考官，三十二年（1604年）卒於官。

## 家族
子李滋白，號青蓮，授興國州訓導，以撫剿流土監軍沔上，未期還里。性清介剛正，居官能不愧父風。晚年詩文自娛，布袍蔬食淡如也，年七十一卒。